# Borkovići
Borkovići är ett samhälle i Bosnien och Hercegovina.   Det ligger i entiteten Republika Srpska, i den nordvästra delen av landet, 150 km nordväst om huvudstaden Sarajevo. Borkovići ligger 347 meter över havet och antalet invånare är 624.
Terrängen runt Borkovići är kuperad åt sydväst, men åt nordost är den platt. Terrängen runt Borkovići sluttar norrut. Runt Borkovići är det ganska tätbefolkat, med 67 invånare per kvadratkilometer.. Närmaste större samhälle är Banja Luka, 12,8 km öster om Borkovići.
Omgivningarna runt Borkovići är en mosaik av jordbruksmark och naturlig växtlighet.